# Västvärlden
| Kulturkarta | |
| --- | --- |
| Kulturkarta enligt amerikanske statsvetaren Samuel P. Huntington från 1993 där större civilisationer har indelats i huvudsak efter kulturområden. Kulturområden per färgnyckel \| - – Västvärlden - – Östortodoxa världen - – Muslimska världen - – Sinosfären (minus Japan) - – Latinamerikanska världen - – Subsahariska Afrika \| - – Hinduistiska världen - – Buddhistiska världen - – Anglokoloniala Sydamerika - – Israel - – Japan - – Sydpolen (ej kulturområde) \| Västvärlden Peterskyrkan i Rom. De flesta västerlänningar tillhör västlig kristendom (katoliker eller protestanter) och använder latinska alfabetet. Många talar också romanska språk, som ett arv från västromerska riket. | |
| - – Västvärlden - – Östortodoxa världen - – Muslimska världen - – Sinosfären (minus Japan) - – Latinamerikanska världen - – Subsahariska Afrika | - – Hinduistiska världen - – Buddhistiska världen - – Anglokoloniala Sydamerika - – Israel - – Japan - – Sydpolen (ej kulturområde) |

Västvärlden, Västerlandet eller Aftonlandet, även känt som Väst och Occidenten (Latin: occidens -solnedgång). Väst-, (till skillnad från Orienten), är en kulturgeografisk term som kan vara användbar trots begreppets olika betydelser beroende på sammanhang och historisk tidsperiod. Även definitionen om vad som idag utgör Väst varierar. I allmänhet är man överens om att Väst åtminstone utgörs av USA, Kanada, Australien, Nya Zeeland och Europa med undantag för de länder som tidigare ingick i östblocket och Turkiet. Viktigt i sammanhanget är att det är just forskare, journalister, politiker, med flera, i västvärlden som gör och som gjort indelningar av jordens landområden i västvärlden, Mellanöstern, Indokina, Arabvärlden, Främre Orienten, Svarta Afrika (Subsahariska Afrika) etcetera.
Jordens civilisationer, kulturgeografiska regioner eller "block" (så kallade kulturområden) kan indelas enligt många variabler: religion, demokratier/icke-demokratier, ekonomi, språk, historia, allianser etcetera. Statsvetaren Samuel P. Huntington är en av många som försökt dela in jordens länder i superregioner, vilket framgår av kartan här intill. Han lyckas indela hela den muslimska världen efter just religion, med det är också den enda. Den kristna världen spänner över tre regioner i Huntingtons modell: Västvärlden, Latinamerika och östortodoxa världen. Kina, Korea och Vietnam är helt enkelt kinesisk och konfucianistisk civilisation i Huntingtons modell, trots att både taoism och buddhism dominerar i delar av denna superregion och trots att det är vanligt att människor där har två eller flera religioner.

## Västvärlden beskriven utifrån grundläggande värderingar
"Demokratiska stater med marknads- eller blandekonomi och där religionen fått underordna sig vetenskapen" skulle kunna vara en beskrivning av staterna i västvärlden som bygger på de värden de representerar, inte var de är belägna. De flesta råkar ändå ligga i västra och centrala Europa, Nordamerika och Australien. Den engelsk-pakistanske historikern Ibn Warraq har beskrivit västvärlden utifrån egenskaperna rationalism, universalism och självkritik. Rationalism är tron att det mänskliga förnuftet är kapabelt till sann förståelse av stora delar av verkligheten, menar Warraq, och hävdar att det är i Väst som förnuftets utnyttjats i störst utsträckning för att förstå världen och de vetenskapliga lagarna. Detta har resulterat i allt mer avancerade maskiner, en botande läkekonst, en explosionsartad ökning av jordbrukens avkastning, hög levnadsstandard och som till och med kan leda till en kolonisering av planeten Mars. Hela den västerländska vetenskapstilltron har sin grund i rationalismen, som startade redan hos de tidiga grekiska filosoferna och som vid medeltidens slut besegrade de religiösa "sanningarna".
Universalismen är, enligt Warraq, draget hos den västerländska civilisationen att alltid ha en mer eller mindre varit öppenhet för världen utanför Väst, för andra idéer, vanor och människor. Motsatsen är totalitära och/eller självtillräckliga system. De senare har inget intresse för världen utanför eftersom inget meningsfullt eller värdefullt ändå kan existera där. Att just Väst skaffade sig kolonier kan mycket väl bero på den nyfikenhet som finns i Väst, enligt Warraq. Endast två universalistiska religioner med ursprung i Mellanöstern har från början (eller nästan från början) inriktat sig även på västvärlden, som tagit emot dem beroende på sin öppenhet och nyfikenhet: kristendomen och bahá'í.
Självkritiken är, enligt Warraq, ytterligare ett starkt drag i Väst. Västvärlden har förmodligen mest på sitt samvete vad gäller illdåd: inkvisitionen, slaveriet, folkmordet på indianerna, folkmordet på judarna, brott mot mänskligheten och mycket annat. Till en del möjliggjordes detta av det nämnda vetenskapliga försprånget och rationalismen. Men Väst ligger också, enligt Warraq, långt före alla andra vad gäller självkritik och självreflektioner. Västvärldens alla brott har upptecknats i just västvärlden, forskningen och den politiska debatten har skett i Väst, krigsförbrytelsedomstolarna och människorättstribunalerna har initierats och inrättats av västerlänningar.

## Historisk kontext

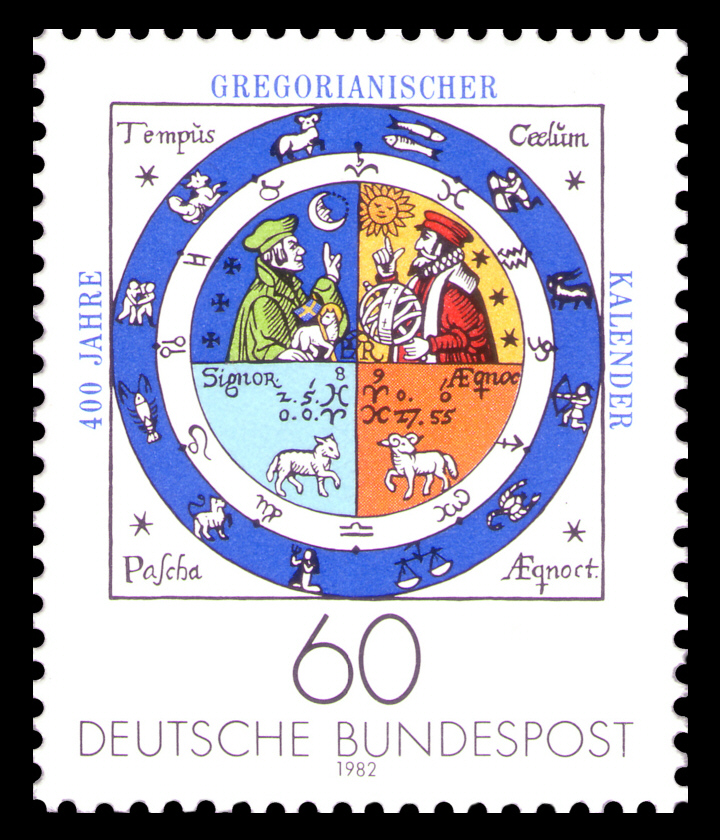
Den gregorianska kalendern har romersk och kristen bakgrund, och används idag internationellt, även om många länder utanför västvärlden också använder andra kalendrar.

Tankarna om vad väst är brukar härledas ur grekisk-romerska och judisk-kristna kulturen, renässansen, upplysningen och kolonialismen. Men begrepp som västerländskt tänkesätt är ibland otacksamma då de definierar två separata (om än besläktade) traditioner: Den (västligt) kristna moraltraditionen och dess religiösa dygder; följt av sekulära värden och bruket av vetenskap.

### Hellenistisk tid

Den grekiska kulturens spridning, ca 500 f.Kr..

Den hellenistiska distinktionen mellan greker och judar kontrasterades i många av de grekiska kolonierna av skillnaden mellan den grekiskspråkiga kulturen och omgivande icke-grekiska kulturer. Herodotos såg på det tidiga 500-talet f.Kr. de persiska krigen som en konflikt mellan Europa och Asien. Ingen av de grekiska författarna använde begreppen "öst" och "väst" när de beskrev konflikten. Anakronistisk användning av termerna med hänseende på konflikterna kan också vara missvisande då termen väst när den började användas snarare användes för kontrastera mot Grekerna och den grekisktalande kulturen.
Det västerländska samhället knyter ibland sina kulturella rötter till grekisk filosofi och den kristna religionen, en tråd som börjar i antikens Grekland vidare genom det romerska riket och, sen efter kristenhetens intåg (efter sin uppkomst i mellanöstern), med dess spridning genom Europa.

### Romersk tid

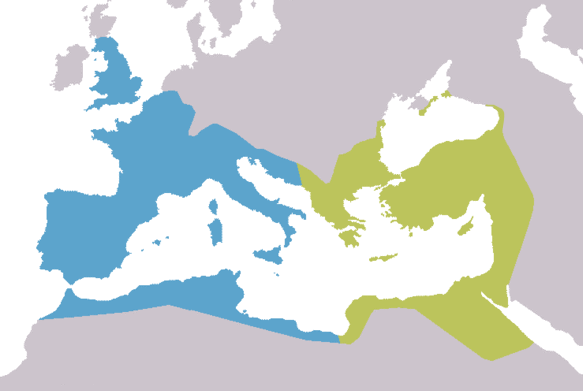
De västra och östra delarna av Romarriket.

Medan medelhavsregionen enades av romarna fanns det alltid en klyfta mellan det mer urbaniserade delarna i östra Medelhavet där grekiska var lingua franca och de västra mer rurala områdena där latin talades. År 293 delade Diocletianus upp romarriket i två regioner, som var och en administrerades av en augustus och en caesar (se tetrarki). På 400-talet började Västrom kollapsa men i Östrom stod kvar.

### Kristna schismen
Under det tidiga 300-talet etablerade Konstantin den store Konstantinopel som huvudstad för det östromerska riket. Det östra riket inkluderade allt land öster om Adriatiska havet, gränsande till Medelhavet och delar av Svarta havet. Uppdelningen av Väst- och Östrom speglades i styret av den kristna kyrkan, och både Rom och Konstantinopel ansåg sig vara kristendomens huvudstad. Gränsen mellan "Öst" och "Väst" kom genom respektive kyrkas varierade inflytande att vara något flytande, men definieras allmänt av den kulturella klyfta som uppstod mellan det Bysantinska riket och området under katolska kyrkans varierande makt och inflytande. En del, inklusive Huntington, argumenterade för att denna klyfta kvarstod under kalla kriget genom att den sammanföll med den ungefärliga gränsen mellan väst och de länder som var allierade med Sovjetunionen. Andra kritiserade denna åsikt genom att påpeka att den inte tog tillräckligt mycket hänsyn till skillnaden mellan Östromerska riket och Sovjet; särskilt med tanke på att det land med starkast rötter i Bysantinska riket, Grekland, var allierat med väst under kalla kriget.
Under Karl den store bildade frankerna det som kommit att kallas Heliga romerska riket av tysk nation med den Romerska patriarkens välsignelse, till stor förtret för kejsaren i Konstantinopel.

### Kolonialismen

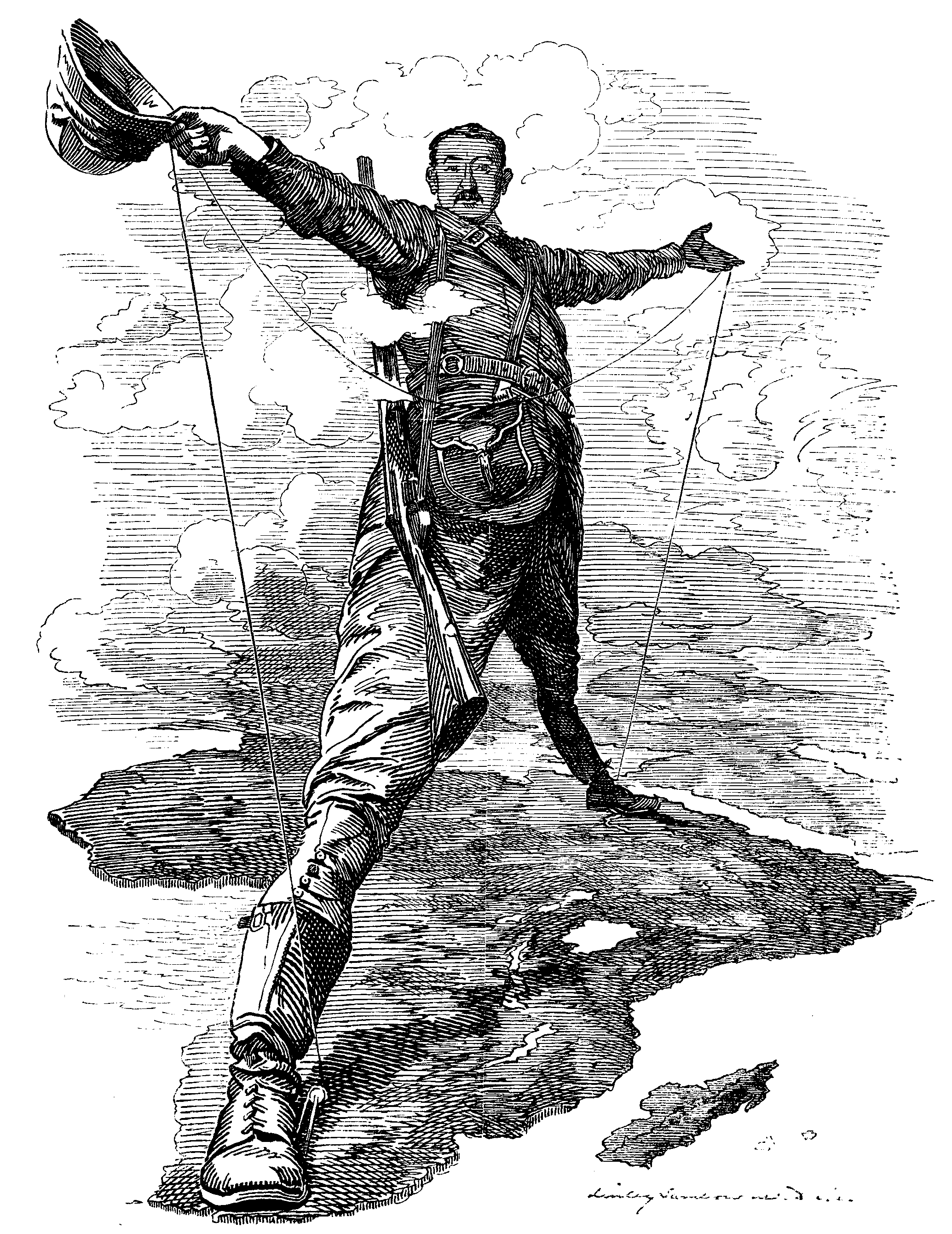
Karikatyr från 1892, föreställande Cecil Rhodes med en telegrafkabel över Afrika. Rhodes var en av de kolonialledare som spred det brittiska imperiet med västerländsk kultur och teknologi till främmande länder, på gott och ont.

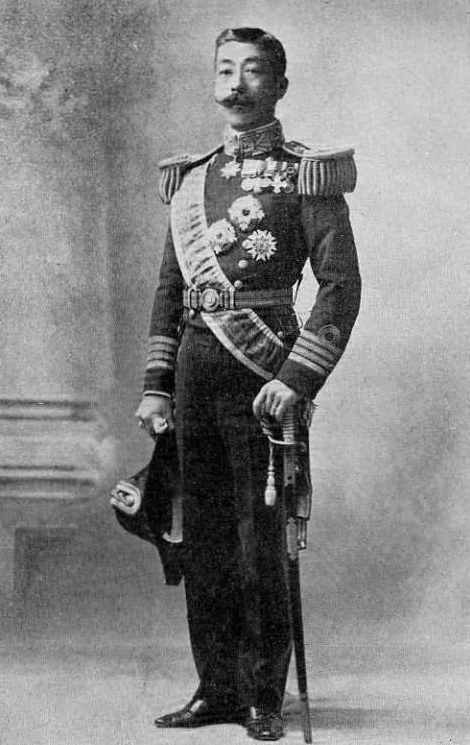
Den japanske prinsen Higashifushimi Yorihito i västerländsk uniform på 1890-talet. Japan hade länge haft en säregen kultur, men sedan Meijirestaurationen har det västerländska inflytandet varit tydligt.

De första upptäcktsresorna och de första kolonierna, anlagda av Spanien och Portugal, följda av grundandet av de nederländska, brittiska och franska imperiernas spred de västerländska institutionerna över världen. Den västerländska kyrkans missionerande, uppkomsten av internationell rätt med principen om varje lands suveränitet, som kulminerade efter den franska revolutionen med uppkomsten av nationalstaten. Kopplat till den kraften från den industriella revolutionen i Storbritannien, har dessa politiska och ekonomiska institutioner influerat de flesta länder idag. Detta tvingade den efterkoloniala världen att organisera sig i nationalstater vars gränser inte alltid reflekterar etnicitet. På detta sätt, genom tunga koloniala arv och efterkoloniala politiska processer, har västerländska civilisationen haft ett globalt inflytande.
Under kolonialismen blev det västerländska samhället implementerat i Australiska regionen och Amerika.

### Kalla kriget

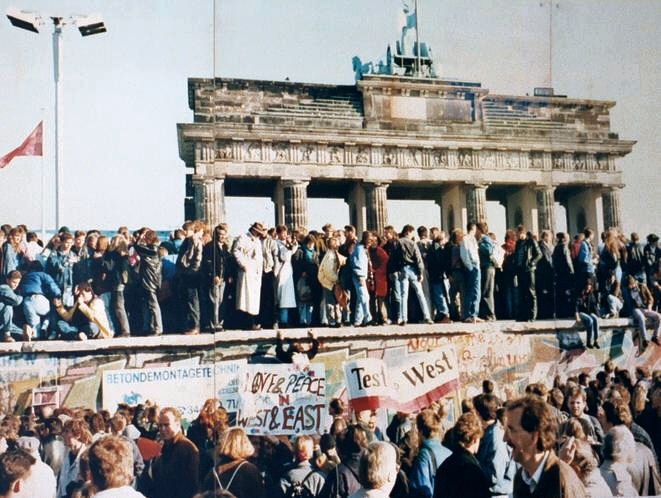
Under kalla kriget hamnade västerländska områden, bland annat Östtyskland, i östblocket. På så sätt blev järnridån en tydlig gräns mellan väst och öst. När den föll 1989 (Berlinmuren på bilden) och Tyskland återförenades, blev gränsen mindre definierad.

Under kalla kriget började en ny definition att användas: Första världen som främst bestod av Nato och länder allierade med USA. Andra världen som bestod av de områden som stod under Sovjetunionens inflytande. Tredje världen bestod av resten, främst olika utvecklingsländer men även Jugoslavien, Indien och för en tid även Kina, även om de senare ibland räknades till andra världen genom sin kommunistiska regim eller geopolitiska läge.

Kalla krigets allianser år 1980

En del länder kan inte lätt passas in definitionen för någon av kategorierna, bland annat Sverige, Schweiz, Irland och Island hade flera handelsavtal med västländerna, och var medlemmar av EFTA som från 1972 tecknade frihandelsavtal med EG, Irland anslöts till EG 1973. Finland stod under sovjetiskt inflytande men behöll sin neutralitet, landet var inte kommunistiskt eller medlem i Warszawapakten eller Comecon. Jugoslavien var socialistiskt, men stod från 1948 utanför Sovjetblocket och Warszawapakten; dessutom talades om att landet i utrikespolitiken "balanserade mellan väst och öst".
1955 återfick Österrike fullt självbestämmande mot löfte om ständig neutralitet och garantier mot en återförening med Tyskland, landet låg dock på den västra sidan av järnridån och stod främst under amerikanskt inflytande. Turkiet brukar, trots sitt medlemskap i Nato, varken tillräknas väst eller första världen. Slutligen blev inte Spanien medlem i Nato förrän 1982, landet hade då börjat återdemokratiseras efter diktatorn Francisco Francos död i november 1975.

## Modern betydelse

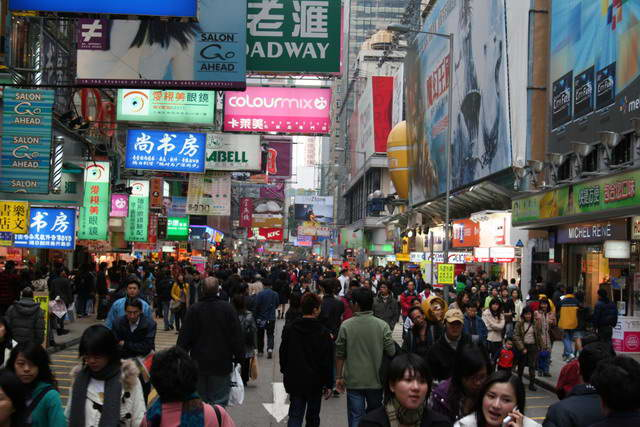
En gata i Hongkong, tidigare brittisk kronkoloni som idag tillhör Folkrepubliken Kina. Det finns skyltar med både kinesisk och, liksom i de flesta andra storstäder i Asien, skyltar med text på det latinska alfabetet.

Det exakta omfånget av vad Väst innefattar är av subjektiv karaktär och varierar beroende på om man utgår från ett kulturellt, politiskt eller ekonomiskt perspektiv. I allmänhet brukar oavsett definition de västeuropeiska länderna, USA, Kanada, Australien och Nya Zeeland ingå. Det är generellt länder som upplever en relativt god ekonomi och stabilt styre, alla har valt någon form av demokratiskt styre, gynnar kapitalism, en fri internationell marknad och deltar i olika konstellationer av politiska och militära allianser och samarbeten.

### Kulturell
Från en kulturell och sociologisk angreppspunkt definieras Västvärlden som alla kulturer med europeiskt ursprung, vilket skulle vara Europa, Israel, Syd- och Nordamerika, Australien och Nya Zeeland (och ibland även Filippinerna och Sydafrika). Länderna delar generellt en liknande historia, religioner, språk, värden, värderingar och traditioner och kan tillsammans sägas bilda en västlig kultursfär. Kulturellt brukar många latinamerikaner, främst de från Argentina, Uruguay, Chile och Brasilien, se sig själva som västerlänningar.
Under 1800- och 1900-talen minskade kristendomens roll i Europa och annorstädes. Sekularismen, det vill säga separation av politik och vetenskap från religion) ökade, med följder som lägre kyrknärvaro. Samtidigt ser de flesta västerlänningar sig själva som kristna eller med kristen bakgrund och vid större tillfällen som dop, bröllop och begravningar eller advent, jul och påsk går många gärna till kyrkan. I bibelbältet och i södra USA är alltjämt kristendomen viktig på många håll. Många europeiska länder har eller har tidigare haft en officiell konfession av något slag, till exempel Svenska kyrkans ställning i Sverige. Länder Kanada och USA är officiellt konfessionslösa, även om kristendomen spelat en stor roll även där.
Inom TV-spelsvärlden, där Japan spelat en viktig roll på marknaden, talar man ofta om förhållanden och utgivningar i Japan, samt "i väst".

### Politisk
Västvärlden framställs ofta som en grupp rättsstater med demokrati, mänskliga rättigheter och en hög grad av jämställdhet mellan könen.
Vid sidan av detta kan andra länder med starka politiska, ekonomiska eller militära band med Västeuropa, Nato eller USA räknas till väst (oberoende av läge), medan man i så fall bortser från länder som Kuba. Länder med starka band till den västerländska hegemonin är till exempel Japan, Sydkorea, Israel, Taiwan, Singapore, Turkiet, Kuwait och Saudiarabien. Då man använder denna senare maktpolitiska betydelse används sällan "väst" eller "västvärlden" okvalificerat, utan andra ord brukar användas för att beskriva kopplingen till väst.